# Робсон (округ, Північна Кароліна)
34°38′ пн. ш. 79°07′ зх. д. / 34.64° пн. ш. 79.11° зх. д.
Округ Робсон (англ. Robeson County) — округ (графство) у штаті Північна Кароліна, США. Ідентифікатор округу 37155.

## Історія
Округ утворений 1786 року.

## Демографія
За даними перепису
2000 року
загальне населення округу становило 123339 осіб, зокрема міського населення було 42844, а сільського — 80495.
Серед мешканців округу чоловіків було 59998, а жінок — 63341. В окрузі було 43677 домогосподарств, 32015 родин, які мешкали в 47779 будинках.
Середній розмір родини становив 3,2.
Віковий розподіл населення поданий у таблиці:
| Стать    | До 15 років | 15-21 | 22-29 | 30-39 | 40-49 | 50-65 | 65-85 | Понад 85 |
| -------- | ----------- | ----- | ----- | ----- | ----- | ----- | ----- | -------- |
| Чоловіки | 15339       | 6807  | 7503  | 8800  | 8288  | 8540  | 4419  | 302      |
| Жінки    | 14696       | 6601  | 7255  | 9022  | 9028  | 9169  | 6662  | 908      |

## Суміжні округи
- Камберленд — північний схід
- Блейден — схід
- Колумбус — південний схід
- Горрі, Південна Кароліна — південь
- Діллон, Південна Кароліна — південний захід
- Марльборо, Південна Кароліна — захід
- Скотленд — північний захід
- Гоук — північний захід

## Виноски
1. ↑  U.S. Decennial Census. United States Census Bureau. Процитовано 19 січня 2015.
2. ↑  Historical Census Browser. University of Virginia Library. Архів оригіналу за 11 серпня 2012. Процитовано 19 січня 2015.
3. ↑  Forstall, Richard L., ред. (27 березня 1995). Population of Counties by Decennial Census: 1900 to 1990. United States Census Bureau. Процитовано 19 січня 2015.
4. ↑  Census 2000 PHC-T-4. Ranking Tables for Counties: 1990 and 2000 (PDF). United States Census Bureau. 2 квітня 2001. Процитовано 19 січня 2015.
5. ↑  State & County QuickFacts. United States Census Bureau. Архів оригіналу за 11 серпня 2011. Процитовано 29 жовтня 2013.(англ.) Наведено за англійською вікіпедією.
6. ↑  American FactFinder. Бюро перепису населення США. Архів оригіналу за 26 лютого 2012. Процитовано 31 січня 2008.

| США | Це незавершена стаття з географії США. Ви можете допомогти проєкту, виправивши або дописавши її. |